# Microtus breweri
Microtus breweri är en däggdjursart som först beskrevs av Baird 1857.  Microtus breweri ingår i släktet åkersorkar, och familjen hamsterartade gnagare. Inga underarter finns listade i Catalogue of Life. Artepitetet i det vetenskapliga namnet hedrar den US-amerikanska naturforskaren Thomas Mayo Brewer.

## Utseende
Hanar är med en genomsnittlig absolutlängd av 193 mm, inklusive en cirka 52 mm lång svans, något större än honor. För honor är den genomsnittliga absolutlängden 181 mm och svanslängden 49 mm. Pälsen består av en kort underull och styvare täckhår. Underullens hår är grå vid roten, orange i mitten och brun vid spetsen. Den bruna spetsen saknas ibland på ryggen och ofta vid buken. Även de mörkbruna täckhåren har en grå rot. Täckhåren är tunnare eller saknas helt vid axlarna vad som resulterar i en ljusare fläck. Svansen kan vara mörkbrun, vitaktig eller tvåfärgad. Kännetecknande är en blek till vitaktig fläck som kan finnas på hjässan, på kinden eller på strupen.

## Utbredning
Denna gnagare lever endemisk på Muskeget Island som tillhör den amerikanska delstaten Massachusetts. Habitatet utgörs av gräsmarker med gräsarter som Ammophilia breviligulata och andra växter som Rhus radicans.

## Ekologi
Individerna gräver underjordiska gångar i sanden eller i andra jordarter. De äter stjälkar och blad av den nämnda gräsarten. Födan kompletteras troligen med frön, andra växter och insekter. I områden med mycket gräs skapar arten stiger genom att trampa ner växterna.
Honor kan ha flera kullar mellan våren och hösten. Efter cirka en månad dräktighet föds fyra eller fem ungar per kull. De flesta individer blir inte äldre än ett år.
Microtus breweri jagas av introducerade katter samt av blå kärrhök (Circus cyaneus), jorduggla (Asio flammeus) och av strumpebandssnok (Thamnophis sirtalis). I loppet av tre till fyra år varierar populationen mellan 3 000 och 10 000 individer.

## Hot
Bredvid naturliga fiender hotas beståndet av erosion vid kusten. IUCN kategoriserar arten globalt som sårbar.